# Trichocolea udarii
Trichocolea udarii là một loài rêu trong họ Trichocoleaceae. Loài này được D.K. Singh mô tả khoa học đầu tiên năm 1983.